# Neopithecops orientalis
Neopithecops orientalis är en fjärilsart som beskrevs av John Nevill Eliot och Kawazoé 1983. Neopithecops orientalis ingår i släktet Neopithecops och familjen juvelvingar. Inga underarter finns listade i Catalogue of Life.